# Tom Fogerty
Tom Fogerty, född 9 november 1941 i Berkeley, Kalifornien, död 6 september 1990 i Scottsdale, Arizona, var en amerikansk rockmusiker.
Tom Fogerty var äldre bror till John Fogerty och de spelade tillsammans i Creedence Clearwater Revival, där Tom spelade kompgitarr. Han lämnade gruppen 1971 och inledde en solokarriär.
Fogerty avled i aids 1990, troligtvis efter att ha fått i sig HIV-smittat blod vid en tidigare blodtransfusion.

## Diskografi
Soloalbum
- 1972 – Tom Fogerty
- 1973 – Excalibur
- 1974 – Zephyr National
- 1975 – Myopia
- 1981 – Deal It Out
- 1993 – Sidekicks (med Randy Oda)
- 1999 – The Very Best of Tom Fogerty

Album med Ruby
- 1976 – Ruby
- 1978 – Rock & Roll Madness
- 1984 – Precious Gems